# 艾曼·法耶茲
艾曼·法耶茲（Ayman Fayez，1991年3月3日—）是一名埃及擊劍運動員，主攻銳劍項目。他曾獲得兩座非洲擊劍錦標賽男子個人銳劍冠軍。

## 外部連結
- FIE （页面存档备份，存于）